# ホセ・アレアス
ホセ・アレアス（José Areas、1946年7月25日 - ）は、ニカラグア出身のパーカッショニスト。1969年から1977年、および1987年から1989年にかけてラテン・ロック・グループ、サンタナでティンバレスとコンガ・ドラムを演奏したことで最もよく知られている 。

## サンタナ
アレアスは1969年にサンタナに加入した。在籍中の1974年に、コロムビア/CBSレコードからソロ・アルバムJose "Chepito" Areasを発表。1976年にニカラグアのシンガーソングライターで幼なじみのアルフォンソ・ノエル・ロヴォと行ったコラボレーションは、2012年にヌメロ・グループによってアルバム『La Gigantona』としてリリースされた。
1997年には、グレッグ・ローリー、ニール・ショーン、マイケル・カラベロ、マイケル・シュリーヴなど、1970年代初期のサンタナの他のメンバーとともに、アブラクサス・プールというバンドで演奏した。1998年、サンタナでの活動によりロックの殿堂入りを果たした。
リチャード・ビーンとリッチ・アルダナと共に「ザ・テルスターズ (The Tellstars)」による2003年のCD『The Sounds of Santana』にフィーチャーされ、マイケル・シュリーヴとリッチ・アルダナと共に「ザ・テルスターズ」による2007年のCD『Cha Cha Time』でも演奏した。レイ・カピーダ（Ray Cepeda）の『The Neo Maya Experience』(2000年)、『Solo』(2012年)、『Angels over Avalon & Aztlan』(2008年)、『Areas of Santaana』(2018年)に参加し、『Areas 51: Return of the Alien』(2019年) ではフィーチャー・アーティストとして参加した。これらはWorld Rock Recordsからリリースされた。

## ディスコグラフィ

### ソロ・アルバム
- 『チェピート』 - Jose "Chepito" Areas (1974年、Columbia)

### サンタナ
- 『サンタナ』 - Santana (1969年)
- 『天の守護神』 - Abraxas (1970年)
- 『サンタナIII』 - Santana III (1971年)
- 『キャラバンサライ』 - Caravanserai (1972年)
- 『ウェルカム』 - Welcome (1973年)
- 『ロータスの伝説』 - Lotus (1974年) ※ライブ
- 『不死蝶』 - Borboletta (1974年)
- 『フェスティバル』 - Festival (1976年)
- 『ムーン・フラワー』 - Moonflower (1977年)

### アブラクサス・プール
- 『アブラクサス・プール』 - Abraxas Pool (1997年)

### 参加アルバム
- エルヴィン・ビショップ・グループ : Feel It! (1970年)
- コールド・ブラッド : 『シシファス』 - Sisyphus (1970年)
- ハービー・ハンコック : 『エムワンディシ』 - Mwandishi (1971年)
- ブルーワー・アンド・シップリー : 『悪魔を吹き飛ばせ』 - Shake Off the Demon (1971年)
- イッツ・ア・ビューティフル・デイ : 『チョイス・クオリティ・スタッフ / エニータイム』 - Choice Quality Stuff/Anytime (1971年)
- ボズ・スキャッグス : 『ボズ・スキャッグス&バンド』 - Boz Scaggs & Band (1971年)
- ダニー・コックス : Danny Cox (1971年)
- ルイス・ガスカ : 『フォー・ゾーズ・フー・チャント』 - For Those Who Chant (1972年)
- ブレンダ・パターソン : Brenda Patterson (1973年)
- クラッキン : 『クラッキン・ファースト』 - Crackin'-1 (1975年)
- ハーツフィールド : 『フーリッシュ・プレンジャー』 - Foolish Pleasures (1975年)
- ラベル : 『カメレオン』 - Chameleon (1976年)
- シャロン・レッド 、ウラ・ヘドウィグ、シャーロット・クロスリー : Formerly Of The Harlettes (1978年)
- ガトー・バルビエリ : 『トロピコ』 - Tropico (1978年)
- ジャイアンツ : 『サンフランシスコ・ジャイアンツ』 - Giants (1978年) ※日本盤はグレッグ・エリコ名義
- ガトー・バルビエリ : Passion And Fire (1984年)
- ジョン・リー・フッカー : The Healer (1989年)
- ニール・ショーン : 『ビヨンド・ザ・サンダー』 - Beyond the Thunder (1995年)
- Ray Cepeda : Solo (2012年)
- Mike Roman & The Tellstars : The Sounds of Santana (2003年)
- Ray Cepeda : El Matrimonio del Sol y Luna (2004年)
- Mike Roman & The Tellstars : Cha Cha Time! (2007年)
- Ray Cepeda : Angels over Avalon and Aztlan (2008年)
- アルフォンソ・ロヴォ : La Gigantona (2012年) ※1976年録音
- Ray Cepeda : Areas Of Santaana (2018年)
- Ray Cepeda : Areas 51 Return of the Alien (2019年)